# Liga dos Campeões da UEFA de 2018–19 – Rodadas de Qualificação
As Rodadas de Qualificação da Liga dos Campeões da UEFA de 2018–19 foram disputadas entre os dias 26 de junho até 29 de agosto de 2018. Um total de 53 equipes competiram nesta fase para decidir 6 das 32 vagas na fase de grupos.
Todas as partidas seguem o Horário de Verão da Europa Central (UTC+2).

## Calendário
Todos os sorteios são realizados na sede da UEFA em Nyon na Suíça, exceto o sorteio para a fase de grupos que é realizado em Mônaco.
| Fase         | Rodada                    | Data do sorteio     | Partida de ida                         | Partida de volta                   |
| ------------ | ------------------------- | ------------------- | -------------------------------------- | ---------------------------------- |
| Preliminar   | Rodada Premilinar         | 12 de junho de 2018 | 26 de junho de 2018 (rodada semifinal) | 29 de junho de 2018 (rodada final) |
| Qualificação | Primeira pré-eliminatória | 19 de junho de 2018 | 10–11 de julho de 2018                 | 17–18 de julho de 2018             |
| Qualificação | Segunda pré-eliminatória  | 19 de junho de 2018 | 24–25 de julho de 2018                 | 31 de julho – 1 de agosto de 2018  |
| Qualificação | Terceira pré-eliminatória | 23 de julho de 2018 | 7–8 de agosto de 2018                  | 14 de agosto de 2018               |
| Play-off     | Rodada Play-off           | 6 de agosto de 2018 | 21–22 de agosto de 2018                | 28–29 de agosto de 2018            |

## Equipes classificadas
| Play-off                  | Play-off                | Play-off              | Play-off                |
| Caminho dos Campeões      | Caminho dos Campeões    | Caminho da Liga       | Caminho da Liga         |
| ------------------------- | ----------------------- | --------------------- | ----------------------- |
| Young Boys (1º)           | PSV Eindhoven (1º)      |                       |                         |
| Terceira pré-eliminatória |                         |                       |                         |
| Caminho dos Campeões      | Caminho dos Campeões    | Caminho da Liga       | Caminho da Liga         |
| AEK Atenas (1º)           | Red Bull Salzburg (1º)  | Spartak Moscou (3º)   | Standard de Liège (2º)  |
|                           |                         | Benfica (2º)          | Fenerbahçe (2º)         |
| Dínamo de Kiev (2º)       | Slavia Praha (2º)       |                       |                         |
| Segunda pré-eliminatória  |                         |                       |                         |
| Caminho dos Campeões      | Caminho dos Campeões    | Caminho da Liga       | Caminho da Liga         |
| Dínamo Zagreb (1º)        | Midtjylland (1º)        | Basel (2º)            | PAOK (2º)               |
| Cluj (1º)                 | BATE Borisov (1º)       | Ajax (2º)             | Sturm Graz (2º)         |
| Primeira pré-eliminatória |                         |                       |                         |
| Légia Varsóvia (1º)       | Estrela Vermelha (1º)   | Kukesi (2º) [ALB]     | Alashkert (1º)          |
| Malmö (1º)                | Astana (1º)             | Cork City (1º)        | F91 Dudelange (1º)      |
| Hapoel Be'er Sheva (1º)   | Olimpija Ljubljana (1º) | Zrinjski Mostar (1º)  | Crusaders (1º)          |
| Celtic (1º)               | Spartak Trnava (1º)     | Torpedo Kutaisi (1º)  | Sūduva Marijampolė (1º) |
| APOEL (1º)                | MOL Vidi (1º)           | Spartaks Jūrmala (1º) | Valletta (1º)           |
| Rosenborg (1º)            | Sheriff Tiraspol (1º)   | Shkëndija (1º)        | The New Saints (1º)     |
| Qarabağ (1º)              | Valur (1º)              | Flora Tallinn (1º)    | Víkingur Gøta (1º)      |
| Ludogorets Razgrad (1º)   | HJK (1º)                | Sutjeska Nikšić (1º)  |                         |
| Rodada preliminar         |                         |                       |                         |
| Lincoln Red Imps (1º)     | Santa Coloma (1º)       | La Fiorita (1º)       | Drita (1º)              |

Notas
- ALB. ^  Em março de 2018 o Skënderbeu Korçë recebeu uma suspensão de 10 anos das competições de clubes da UEFA devido a manipulação de resultados.[2] Como a equipe conquistou a Superliga da Albânia de 2017–18, o segundo colocado da liga entrará na primeira fase de qualificação da Liga dos Campeões.

## Rodada preliminar
Nesta fase as equipes disputaram a vaga na primeira pré-eliminatória em uma espécie de torneio contendo semifinal e final aonde estas vagas foram definidas em uma única partida. Os perdedores desta fase entraram na segunda pré-eliminatória da Liga Europa da UEFA de 2018–19.
O sorteio para esta fase foi realizado em 12 de junho de 2018. A fase semifinal será disputada em 26 de junho e a fase final em 29 de junho de 2018.
Todas as partidas seguem o fuso horário UTC+2.
| Equipe 1         | Resultado | Equipe 2         |           |           |           |
| Semifinal        | Semifinal | Semifinal        | Semifinal | Semifinal | Semifinal |
| ---------------- | --------- | ---------------- | --------- | --------- | --------- |
| Santa Coloma     | 0–2 (pro) | Drita            |           |           |           |
| La Fiorita       | 0–2       | Lincoln Red Imps |           |           |           |
| Final            |           |                  |           |           |           |
| Lincoln Red Imps | 1–4 (pro) | Drita            |           |           |           |

### Semifinal
| 26 de junho de 2018 | Santa Coloma | 0 – 2 (pro) | Drita                                  | Victoria Stadium, Gibraltar               |
| 17:30               |              | Relatório   | X. Shabani 99' · Gërbeshi 105+3' (pen) | Público: 288 Árbitro: IRL Paul Mclaughlin |

| 26 de junho de 2018 | La Fiorita | 0 – 2     | Lincoln Red Imps          | Victoria Stadium, Gibraltar                |
| 21:00               |            | Relatório | Hernandez 2' · Moreno 51' | Público: 840 Árbitro: DEN Jørgen Burchardt |

### Final
| 29 de junho de 2018 | Lincoln Red Imps | 1 – 4 (pro) | Drita                                                    | Victoria Stadium, Gibraltar                     |
| 20:30               | Corral 61'       | Relatório   | Leci 2', 105+3' (pen) · X. Shabani 120' · Neziraj 120+4' | Público: 468 Árbitro: LTU Manfredas Lukjancukas |

## Primeira pré-eliminatória
Um total de 32 equipes jogaram na primeira pré-eliminatória: 31 equipes que participaram nesta eliminatória e o vencedor da rodada preliminar. Os perdedores entraram na segunda pré-eliminatória da Liga Europa da UEFA de 2018–19.
O sorteio da primeira pré-eliminatória foi realizado em 19 de junho de 2018. As partidas de ida foram disputadas nos dias 10 e 11 de julho, e as partidas de volta em 17 e 18 de julho de 2018.
Todas as partidas seguem o fuso horário UTC+2.
| Equipe 1           | Total    | Equipe 2           | 1.º jogo | 2.º jogo |
| ------------------ | -------- | ------------------ | -------- | -------- |
| Torpedo Kutaisi    | 2–4      | Sheriff Tiraspol   | 2–1      | 0–3      |
| Shkëndija          | 5–4      | The New Saints     | 5–0      | 0–4      |
| Sūduva Marijampolė | 3–2      | APOEL              | 3–1      | 0–1      |
| Olimpija Ljubljana | 0–1      | Qarabağ            | 0–1      | 0–0      |
| F91 Dudelange      | 2–3      | MOL Vidi           | 1–1      | 1–2      |
| Drita              | 0–5      | Malmö              | 0–3      | 0–2      |
| Víkingur Gøta      | 2–5      | HJK                | 1–2      | 1–3      |
| Ludogorets Razgrad | 9–0      | Crusaders          | 7–0      | 2–0      |
| Cork City          | 0–4      | Legia Varsóvia     | 0–1      | 0–3      |
| Valur              | 2–3      | Rosenborg          | 1–0      | 1–3      |
| Kukësi             | 1–1 (gf) | Valletta           | 0–0      | 1–1      |
| Flora Tallinn      | 2–7      | Hapoel Be'er Sheva | 1–4      | 1–3      |
| Spartaks Jūrmala   | 0–2      | Estrela Vermelha   | 0–0      | 0–2      |
| Alashkert          | 0–6      | Celtic             | 0–3      | 0–3      |
| Spartak Trnava     | 2–1      | Zrinjski Mostar    | 1–0      | 1–1      |
| Astana             | 3–0      | Sutjeska Nikšić    | 1–0      | 2–0      |

### Partidas de ida
| 10 de julho de 2018 | Flora Tallinn      | 1 – 4     | Hapoel Be'er Sheva                                      | A. Le Coq Arena, Tallinn                    |
| 17:30               | Sappinen 73' (pen) | Relatório | Ben Sahar 18' · Tzedek 36' (pen) · Maman 53' · Ezra 85' | Público: 1 106 Árbitro: BEL Erik Lambrechts |

| 10 de julho de 2018 | Torpedo Kutaisi                     | 2 – 1     | Sheriff Tiraspol | Estádio Ramaz Shengelia, Kutaisi                |
| 17:30               | Kimadze 24' · Kukhianidze 64' (pen) | Relatório | Badibanga 14'    | Público: 7 251 Árbitro: LVA Aleksandrs Golubevs |

| 10 de julho de 2018 | Alashkert | 0 – 3     | Celtic                                     | Estádio Republicano, Erevan               |
| 18:00               |           | Relatório | Édouard 45+2' · Forrest 81' · McGregor 90' | Público: 4 948 Árbitro: SRB Danilo Grujić |

| 10 de julho de 2018 | F91 Dudelange | 1 – 1     | MOL Vidi   | Stade Jos Nosbaum, Dudelange                   |
| 18:00               | Mélisse 58'   | Relatório | Huszti 42' | Público: 1 057 Árbitro: ARM Zaven Hovhannisyan |

| 10 de julho de 2018 | Víkingur Gøta | 1 – 2     | HJK                                 | Svangaskarð, Toftir                       |
| 20:00               | Vatnhamar 51' | Relatório | Dahlström 9' · Gregersen 29' (g.c.) | Público: 300 Árbitro: IRL Robert Hennessy |

| 10 de julho de 2018 | Shkëndija                              | 5 – 0     | The New Saints | Estádio Felipe II da Macedônia, Escópia         |
| 20:15               | Emini 14' · Ibraimi 38', 53', 60', 66' | Relatório |                | Público: 2 700 Árbitro: CYP Timotheos Christofi |

| 10 de julho de 2018 | Cork City | 0 – 1     | Legia Varsóvia | Turners Cross, Cork                       |
| 20:45               |           | Relatório | Kucharczyk 79' | Público: 5 795 Árbitro: ROU Radu Petrescu |

| 10 de julho de 2018 | Drita | 0 – 3     | Malmö                                           | Estádio Olímpico Adem Jashari, Mitrovica   |
| 20:45               |       | Relatório | Strandberg 13' · Traustason 39' · Rosenberg 82' | Público: 9 780 Árbitro: SVK Boris Marhefka |

| 11 de julho de 2018 | Astana               | 1 – 0     | Sutjeska Nikšić | Astana Arena, Astana                       |
| 16:00               | Murtazayev 29' (pen) | Relatório |                 | Público: 20 500 Árbitro: HUN Ferenc Karakó |

| 11 de julho de 2018 | Spartak Trnava | 1 – 0     | Zrinjski Mostar | Štadión Antona Malatinského, Trnava      |
| 18:00               | Jirka 79'      | Relatório |                 | Público: 0 Árbitro: BLR Denis Scherbakov |

| 11 de julho de 2018 | Spartaks Jūrmala | 0 – 0     | Estrela Vermelha | Estádio Skonto, Riga                       |
| 18:00               |                  | Relatório |                  | Público: 2 068 Árbitro: UKR Mykola Balakin |

| 11 de julho de 2018 | Sūduva Marijampolė   | 3 – 1     | APOEL      | Estádio Sūduva, Marijampolė            |
| 18:00               | Cicilia 9', 13', 19' | Relatório | Caju 90+4' | Público: 3 378 Árbitro: SUI Fedayi San |

| 11 de julho de 2018 | Kukësi | 0 – 0     | Valletta | Estádio de Loro-Boriçi, Escodra               |
| 19:00               |        | Relatório |          | Público: 350 Árbitro: ISL Thoroddur Hjaltalin |

| 11 de julho de 2018 | Ludogorets Razgrad                                                            | 7 – 0     | Crusaders | Ludogorets Arena, Razgrad                   |
| 19:00               | Marcelinho 25', 66' · Brown 40' (g.c.) · Keșerü 53' · Świerczok 73', 78', 80' | Relatório |           | Público: 4 597 Árbitro: MDA Dumitri Muntean |

| 11 de julho de 2018 | Olimpija Ljubljana | 0 – 1     | Qarabağ      | Estádio Stožice, Liubliana                  |
| 20:00               |                    | Relatório | Guerrier 79' | Público: 5 248 Árbitro: BEL Lawrence Visser |

| 11 de julho de 2018 | Valur              | 1 – 0     | Rosenborg | Hlíðarendi, Reykjavík                      |
| 22:00               | Sigurbjörnsson 84' | Relatório |           | Público: 1 088 Árbitro: SVN Rade Obrenovic |

### Partidas de volta
| 17 de julho de 2018 | HJK                                   | 3 – 1     | Víkingur Gøta | Telia 5G -areena, Helsinque              |
| 18:00               | Klauss 1' · Mensah 10' · Yaghoubi 19' | Relatório | Vatnhamar 21' | Público: 5 125 Árbitro: CRO Duje Strukan |

HJK venceu por 5–2 no placar agregado.
| 17 de julho de 2018 | Valletta   | 1 – 1     | Kukësi     | Estádio Nacional de Ta' Qali, Ta' Qali |
| 18:00               | Malano 67' | Relatório | Dzaria 84' | Público: 1 307 Árbitro: CRO Igor Pajac |

1–1 no placar agregado. Kukësi venceu pela regra do gol fora de casa.
| 17 de julho de 2018 | Hapoel Be'er Sheva                      | 3 – 1     | Flora Tallinn | Estádio Turner, Bersebá                    |
| 19:00               | Hen Ezra 15' · Maman 27' · Melikson 48' | Relatório | Alliku 86'    | Público: 11 850 Árbitro: POL Tomasz Musiał |

Hapoel Be'er Sheva venceu por 7–2 no placar agregado.
| 17 de julho de 2018 | Malmö                        | 2 – 0     | Drita | Stadion, Malmo                               |
| 19:00               | Strandberg 55' · Larsson 60' | Relatório |       | Público: 10 623 Árbitro: LUX Laurent Kopriwa |

Malmö venceu por 5–0 no placar agregado.
| 17 de julho de 2018 | APOEL    | 1 – 0     | Sūduva Marijampolė | Estádio GSP, Nicósia                      |
| 19:00               | Poté 20' | Relatório |                    | Público: 12 149 Árbitro: SWE Glenn Nyberg |

Sūduva Marijampolė venceu por 3–2 no placar agregado.
| 17 de julho de 2018 | The New Saints                                     | 4 – 0     | Shkëndija | Park Hall, Oswestry                  |
| 20:00               | Ebbe 15' · Redmond 30' · Cabango 35' · Byrne 90+6' | Relatório |           | Público: 756 Árbitro: CZE Pavel Orel |

Shkëndija venceu por 5–4 no placar agregado.
| 17 de julho de 2018 | MOL Vidi                   | 2 – 1     | F91 Dudelange | Pancho Aréna, Felcsút                        |
| 20:15               | Lazović 18' · Šćepović 58' | Relatório | Couturier 54' | Público: 2 514 Árbitro: SCO Donald Robertson |

MOL Vidi venceu por 3–2 no placar agregado.
| 17 de julho de 2018 | Estrela Vermelha       | 2 – 0     | Spartaks Jūrmala | Estádio Estrela Vermelha, Belgrado        |
| 20:30               | Ben 78' · Krstičić 81' | Relatório |                  | Público: 23 868 Árbitro: TUR Alper Ulusoy |

Estrela Vermelha venceu por 2–0 no placar agregado.
| 17 de julho de 2018 | Légia Varsóvia                               | 3 – 0     | Cork City | Estádio do Exército Polonês, Varsóvia       |
| 20:45               | Kanté 28' · Radović 73' (pen) · Carlitos 89' | Relatório |           | Público: 14 576 Árbitro: NOR Kai Erik Steen |

Légia Varsóvia venceu por 4–0 no placar agregado.
| 17 de julho de 2018 | Crusaders | 0 – 2     | Ludogorets Razgrad               | Seaview, Belfast                           |
| 21:00               |           | Relatório | Brown 11' (g.c.) · Świerczok 65' | Público: 1 116 Árbitro: EST Roomer Tarajev |

Ludogorets Razgrad venceu por 9–0 no placar agregado.
| 18 de julho de 2018 | Zrinjski Mostar | 1 – 1     | Spartak Trnava | Stadion pod Bijelim Brijegom, Mostar          |
| 19:00               | Todorović 58'   | Relatório | Godál 15'      | Público: 5 100 Árbitro: AUT Julian Weinberger |

Spartak Trnava venceu por 2–1 no placar agregado.
| 18 de julho de 2018 | Qarabağ | 0 – 0     | Olimpija Ljubljana | Estádio Tofiq Bahramov, Baku            |
| 19:00               |         | Relatório |                    | Público: 21 520 Árbitro: ISR Erez Papir |

Qarabağ venceu por 1–0 no placar agregado.
| 18 de julho de 2018 | Sheriff Tiraspol                  | 3 – 0     | Torpedo Kutaisi | Estádio Sheriff, Tiraspol                             |
| 19:00               | Badibanga 9' · Jô Santos 40', 55' | Relatório |                 | Público: 5 740 Árbitro: DEN Peter Kjaesgaard-Andersen |

Sheriff Tiraspol venceu por 4–2 no placar agregado.
| 18 de julho de 2018 | Rosenborg                                      | 3 – 1     | Valur                   | Lerkendal Stadion, Trondheim                  |
| 19:45               | Bendtner 55' (pen), 90+4' (pen) · Trondsen 72' | Relatório | K. Sigurðsson 85' (pen) | Público: 10 604 Árbitro: BUL Stefan Apostolov |

Rosenborg venceu por 3–2 no placar agregado.
| 18 de julho de 2018 | Sutjeska Nikšić | 0 – 2     | Astana                        | Stadion kraj Bistrice, Nikšić             |
| 20:00               |                 | Relatório | Despotović 38' · Muzhikov 65' | Público: 3 200 Árbitro: POR João Pinheiro |

Astana venceu por 3–0 no placar agregado.
| 18 de julho de 2018 | Celtic                              | 3 – 0     | Alashkert | Celtic Park, Glasgow                        |
| 20:45               | Dembélé 8', 19' (pen) · Forrest 35' | Relatório |           | Público: 59 047 Árbitro: ROU Horatiu Fesnic |

Celtic venceu por 6–0 no placar agregado.

## Segunda pré-eliminatória
A segunda pré-eliminatória é dividida em duas seções distintas: Caminho dos Campeões e Caminho da Liga. As equipes perdedoras em ambas as seções entraram na terceira pré-eliminatória da Liga Europa da UEFA de 2018–19.
O sorteio da segunda pré-eliminatória foi realizado em 19 de junho de 2018. As partidas de ida foram disputadas nos dias 24 e 25 de julho, e as partidas de volta em 31 de julho e 1 de agosto de 2018.
Todas as partidas seguem o fuso horário UTC+2.
| Equipe 1             | Total                | Equipe 2             | 1.º jogo             | 2.º jogo             |                      |
| Caminho dos Campeões | Caminho dos Campeões | Caminho dos Campeões | Caminho dos Campeões | Caminho dos Campeões | Caminho dos Campeões |
| -------------------- | -------------------- | -------------------- | -------------------- | -------------------- | -------------------- |
| Astana               | 2–1                  | Midtjylland          | 2–1                  | 0–0                  |                      |
| Ludogorets Razgrad   | 0–1                  | MOL Vidi             | 0–0                  | 0–1                  |                      |
| Kukësi               | 0–3                  | Qarabağ              | 0–0                  | 0–3                  |                      |
| Cluj                 | 1–2                  | Malmö                | 0–1                  | 1–1                  |                      |
| Dínamo Zagreb        | 7–2                  | Hapoel Be'er Sheva   | 5–0                  | 2–2                  |                      |
| Estrela Vermelha     | 5–0                  | Sūduva Marijampolė   | 3–0                  | 2–0                  |                      |
| BATE Borisov         | 2–1                  | HJK                  | 0–0                  | 2–1                  |                      |
| Shkëndija            | 1–0                  | Sheriff Tiraspol     | 1–0                  | 0–0                  |                      |
| Legia Varsóvia       | 1–2                  | Spartak Trnava       | 0–2                  | 1–0                  |                      |
| Celtic               | 3–1                  | Rosenborg            | 3–1                  | 0–0                  |                      |
| Caminho da Liga      |                      |                      |                      |                      |                      |
| PAOK                 | 5–1                  | Basel                | 2–1                  | 3–0                  |                      |
| Ajax                 | 5–1                  | Sturm Graz           | 2–0                  | 3–1                  |                      |

### Partidas de ida
| 24 de julho de 2018 | Astana                  | 2 – 1     | Midtjylland | Astana Arena, Astana                       |
| 16:00               | Kleinheisler 31', 90+4' | Relatório | Wikheim 51' | Público: 23 010 Árbitro: ROU Radu Petrescu |

| 24 de julho de 2018 | Cluj | 0 – 1     | Malmö          | Stadionul Dr. Constantin Rădulescu, Cluj-Napoca |
| 18:00               |      | Relatório | Strandberg 45' | Público: 6 950 Árbitro: MNE Nikola Dabanović    |

| 24 de julho de 2018 | PAOK                     | 2 – 1     | Basel     | Estádio Toumba, Tessalônica                |
| 19:30               | Cañas 32' · Prijović 80' | Relatório | Ajeti 82' | Público: 24 670 Árbitro: ENG Robert Madley |

| 24 de julho de 2018 | Dínamo Zagreb                                          | 5 – 0     | Hapoel Be'er Sheva | Estádio Maksimir, Zagreb                  |
| 20:00               | Hajrović 22' · Oršić 28' · Ademi 51', 62' · Hodžić 82' | Relatório |                    | Público: 9 099 Árbitro: TUR Ali Palabıyık |

| 24 de julho de 2018 | Shkëndija   | 1 – 0     | Sheriff Tiraspol | Estádio Felipe II da Macedônia, Escópia                   |
| 20:15               | Ibraimi 24' | Relatório |                  | Público: 3 696 Árbitro: DEN Mads-Kristoffer Kristoffersen |

| 24 de julho de 2018 | Estrela Vermelha                 | 3 – 0     | Sūduva Marijampolė | Estádio Estrela Vermelha, Belgrado           |
| 20:30               | Ebecilio 23' · Radonjić 35', 58' | Relatório |                    | Público: 23 218 Árbitro: GER Bastian Dankert |

| 24 de julho de 2018 | Legia Varsóvia | 0 – 2     | Spartak Trnava             | Estádio do Exército Polonês, Varsóvia    |
| 21:00               |                | Relatório | Grendel 16' · Vlasko 90+3' | Público: 15 527 Árbitro: HUN Ádám Farkas |

| 25 de julho de 2018 | BATE Borisov | 0 – 0     | HJK | Borisov Arena, Borisov                      |
| 19:00               |              | Relatório |     | Público: 11 567 Árbitro: ITA Marco Di Bello |

| 25 de julho de 2018 | Kukësi | 0 – 0     | Qarabağ | Estádio de Loro-Boriçi, Escodra             |
| 19:00               |        | Relatório |         | Público: 700 Árbitro: NOR Ola Hobber Nilsen |

| 25 de julho de 2018 | Ludogorets Razgrad | 0 – 0     | MOL Vidi | Ludogorets Arena, Razgrad                 |
| 19:00               |                    | Relatório |          | Público: 5 327 Árbitro: SWE Bojan Pandžić |

| 25 de julho de 2018 | Ajax                    | 2 – 0     | Sturm Graz | Amsterdam Arena, Amsterdã                        |
| 20:30               | Ziyech 15' · Schöne 57' | Relatório |            | Público: 53 106 Árbitro: ESP Alejandro Hernandez |

| 25 de julho de 2018 | Celtic                        | 3 – 1     | Rosenborg  | Celtic Park, Glasgow                        |
| 20:45               | Édouard 43', 75' · Ntcham 46' | Relatório | Meling 16' | Público: 51 184 Árbitro: BEL Bart Vertenten |

### Partidas de volta
| 31 de julho de 2018 | Sheriff Tiraspol | 0 – 0     | Shkëndija | Estádio Sheriff, Tiraspol                    |
| 19:00               |                  | Relatório |           | Público: 6 319 Árbitro: FIN Ville Nevalainen |

Shkëndija venceu por 1–0 no placar agregado.
| 31 de julho de 2018 | Hapoel Be'er Sheva              | 2 – 2     | Dínamo Zagreb              | Estádio Turner, Bersebá                        |
| 19:00               | Ogu 14' · Stojanović 34' (g.c.) | Relatório | Budimir 49' · Hajrović 54' | Público: 10 181 Árbitro: FRA François Letexier |

Dinamo Zagreb venceu por 7–2 no placar agregado.
| 31 de julho de 2018 | Spartak Trnava | 0 – 1     | Legia Varsóvia | Štadión Antona Malatinského, Trnava           |
| 20:30               |                | Relatório | Astiz 63'      | Público: 17 204 Árbitro: ISR Roi Reinshreiber |

Spartak Trnava venceu por 2–1 no placar agregado.
| 1 de agosto de 2018 | HJK          | 1 – 2     | BATE Borisov                       | Telia 5G -areena, Helsinque                  |
| 18:00               | Yaghoubi 28' | Relatório | Rafinha 20' (g.c.) · Stasevich 24' | Público: 10 210 Árbitro: BEL Jonathan Lardot |

BATE Borisov venceu por 2–1 no placar agregado.
| 1 de agosto de 2018 | Malmö          | 1 – 1     | Cluj         | Stadion, Malmo                             |
| 19:00               | Traustason 55' | Relatório | Djoković 36' | Público: 18 153 Árbitro: SCO Andrew Dallas |

Malmö venceu por 2–1 no placar agregado.
| 1 de agosto de 2018 | Qarabağ                                     | 3 – 0     | Kukësi | Estádio Tofiq Bahramov, Baku                |
| 19:00               | Quintana 24' (pen), 57' (pen) · Delarge 89' | Relatório |        | Público: 25 030 Árbitro: SVK Peter Kralović |

Qarabağ venceu por 3–0 no placar agregado.
| 1 de agosto de 2018 | Midtjylland | 0 – 0     | Astana | MCH Arena, Herning                                |
| 19:00               |             | Relatório |        | Público: 8 731 Árbitro: ESP Juan Martinez Munuera |

Astana venceu por 2–1 no placar agregado.
| 1 de agosto de 2018 | Sūduva Marijampolė | 0 – 2     | Estrela Vermelha      | Estádio Sūduva, Marijampolė               |
| 20:30               |                    | Relatório | Ben 8' · Radonjić 38' | Público: 4 020 Árbitro: POR Tiago Martins |

Estrela Vermelha venceu por 5–0 no placar agregado.
| 1 de agosto de 2018 | Basel | 0 – 3     | PAOK                                       | St. Jakob-Park, Basileia                  |
| 20:00               |       | Relatório | Varela 7' · Prijović 52' · El Kaddouri 60' | Público: 14 328 Árbitro: ITA Paolo Valeri |

PAOK venceu por 5–1 no placar agregado.
| 1 de agosto de 2018 | MOL Vidi   | 1 – 0     | Ludogorets Razgrad | Pancho Aréna, Felcsút                              |
| 20:00               | Hadžić 45' | Relatório |                    | Público: 2 878 Árbitro: AUT Manuel Schuettengruber |

MOL Vidi venceu por 1–0 no placar agregado.
| 1 de agosto de 2018 | Sturm Graz       | 1 – 3     | Ajax                           | Estádio Liebenauer, Graz                        |
| 20:30               | Onana 89' (g.c.) | Relatório | Huntelaar 39', 77' · Tadić 48' | Público: 15 172 Árbitro: POL Bartosz Frankowski |

Ajax venceu por 5–1 no placar agregado.
| 1 de agosto de 2018 | Rosenborg | 0 – 0     | Celtic | Lerkendal Stadion, Trondheim                |
| 20:45               |           | Relatório |        | Público: 14 263 Árbitro: SUI Sandro Schärer |

Celtic venceu por 3–1 no placar agregado.

## Terceira pré-eliminatória
O sorteio para esta fase foi realizado em 23 de julho de 2018.
A terceira pré-eliminatória é dividida em duas seções distintas: Caminho dos Campeões e Caminho da Liga. As equipes perdedoras no Caminho dos Campeões entram no play-off da Liga Europa da UEFA de 2018–19, enquanto que as equipes perdedoras no Caminho da Liga entram na fase de grupos da Liga Europa da UEFA de 2018–19.
As partidas de ida foram disputadas nos dias 7 e 8 de agosto, e as partidas de volta em 14 de agosto de 2018.
Todas as partidas seguem o fuso horário UTC+2.
| Equipe 1             | Total                | Equipe 2             | 1.º jogo             | 2.º jogo             |                      |
| Caminho dos Campeões | Caminho dos Campeões | Caminho dos Campeões | Caminho dos Campeões | Caminho dos Campeões | Caminho dos Campeões |
| -------------------- | -------------------- | -------------------- | -------------------- | -------------------- | -------------------- |
| Celtic               | 2–3                  | AEK Atenas           | 1–1                  | 1–2                  |                      |
| Red Bull Salzburg    | 4–0                  | Shkëndija            | 3–0                  | 1–0                  |                      |
| Estrela Vermelha     | 3–2                  | Spartak Trnava       | 1–1                  | 2–1 (pro)            |                      |
| Qarabağ              | 1–2                  | BATE Borisov         | 0–1                  | 1–1                  |                      |
| Astana               | 0–3                  | Dínamo Zagreb        | 0–2                  | 0–1                  |                      |
| Malmö                | 1–1 (gf)             | MOL Vidi             | 1–1                  | 0–0                  |                      |
| Caminho da Liga      |                      |                      |                      |                      |                      |
| Standard de Liège    | 2–5                  | Ajax                 | 2–2                  | 0–3                  |                      |
| Benfica              | 2–1                  | Fenerbahçe           | 1–0                  | 1–1                  |                      |
| Slavia Praha         | 1–3                  | Dínamo de Kiev       | 1–1                  | 0–2                  |                      |
| PAOK                 | 3–2                  | Spartak Moscou       | 3–2                  | 0–0                  |                      |

### Partidas de ida
| 7 de agosto de 2018 | Astana | 0 – 2     | Dínamo Zagreb          | Astana Arena, Astana                     |
| 16:00               |        | Relatório | Budimir 39' · Olmo 84' | Público: 26 500 Árbitro: SCO John Beaton |

| 7 de agosto de 2018 | Qarabağ | 0 – 1     | BATE Borisov | Estádio Tofiq Bahramov, Baku                |
| 19:00               |         | Relatório | Drahun 36'   | Público: 29 000 Árbitro: SWE Andreas Ekberg |

| 7 de agosto de 2018 | Malmö            | 1 – 1     | MOL Vidi | Stadion, Malmo                         |
| 19:15               | Christiansen 62' | Relatório | Nego 71' | Público: 17 209 Árbitro: SVN Matej Jug |

| 7 de agosto de 2018 | Slavia Praha         | 1 – 1     | Dínamo de Kiev | Eden Arena, Praga                         |
| 19:30               | Hušbauer 90+5' (pen) | Relatório | Verbič 82'     | Público: 19 370 Árbitro: ENG Craig Pawson |

| 7 de agosto de 2018 | Standard de Liège               | 2 – 2     | Ajax                      | Estádio de Sclessin, Liège                  |
| 20:00               | Carcela 67' · Emond 90+4' (pen) | Relatório | Huntelaar 19' · Tadić 34' | Público: 20 355 Árbitro: GER Tobias Stieler |

| 7 de agosto de 2018 | Estrela Vermelha | 1 – 1     | Spartak Trnava | Estádio Estrela Vermelha, Belgrado            |
| 20:30               | Ben 23' (pen)    | Relatório | Grendel 25'    | Público: 37 112 Árbitro: ESP Carlos Del Cerro |

| 7 de agosto de 2018 | Benfica   | 1 – 0     | Fenerbahçe | Estádio da Luz, Lisboa                        |
| 21:00               | Cervi 69' | Relatório |            | Público: 57 878 Árbitro: BLR Aleksei Kulbakov |

| 8 de agosto de 2018 | PAOK                                          | 3 – 2     | Spartak Moscou        | Estádio Toumba, Tessalônica                |
| 19:00               | Prijović 29' (pen) · Limnios 37' · Pelkas 44' | Relatório | Popov 7' · Promes 17' | Público: 24 463 Árbitro: ISR Orel Grinfeld |

| 8 de agosto de 2018 | Red Bull Salzburg                              | 3 – 0     | Shkëndija | Red Bull Arena, Salzburgo                   |
| 19:00               | Dabour 16' (pen), 45+3' · Samassékou 81' (pen) | Relatório |           | Público: 10 050 Árbitro: AZE Aliyar Aghayev |

| 8 de agosto de 2018 | Celtic       | 1 – 1     | AEK Atenas     | Celtic Park, Glasgow                    |
| 20:45               | McGregor 17' | Relatório | Klonaridis 44' | Público: 54 370 Árbitro: ITA Luca Banti |

### Partidas de volta
| 14 de agosto de 2018 | Dínamo de Kiev            | 2 – 0     | Slavia Praha | Estádio Olímpico, Kiev                        |
| 18:30                | Verbič 11' · Besyedin 74' | Relatório |              | Público: 39 318 Árbitro: POL Daniel Stefanski |

Dínamo de Kiev venceu por 3–1 no placar agregado.
| 14 de agosto de 2018 | BATE Borisov | 1 – 1     | Qarabağ    | Borisov Arena, Borisov                        |
| 19:00                | Ivanić 20'   | Relatório | Míchel 54' | Público: 12 489 Árbitro: LVA Andris Treimanis |

BATE Borisov venceu por 2–1 no placar agregado.
| 14 de agosto de 2018 | Spartak Moscou | 0 – 0     | PAOK | Arena Otkrytie, Moscou                    |
| 19:30                |                | Relatório |      | Público: 40 385 Árbitro: FRA Ruddy Buquet |

PAOK venceu por 3–2 no placar agregado.
| 14 de agosto de 2018 | Fenerbahçe  | 1 – 1     | Benfica       | Estádio Şükrü Saraçoğlu, Istambul          |
| 20:00                | Potuk 45+1' | Relatório | Fernandes 26' | Público: 42 245 Árbitro: SVN Slavko Vinčić |

Benfica venceu por 2–1 no placar agregado.
| 14 de agosto de 2018 | MOL Vidi | 0 – 0     | Malmö | Pancho Aréna, Felcsút                      |
| 20:00                |          | Relatório |       | Público: 3 432 Árbitro: ESP Javier Estrada |

1–1 no placar agregado. MOL Vidi venceu pela regra do gol fora de casa.
| 14 de agosto de 2018 | Dínamo Zagreb  | 1 – 0     | Astana | Estádio Maksimir, Zagreb                       |
| 20:00                | Gavranović 74' | Relatório |        | Público: 11 903 Árbitro: LTU Gediminas Mažeika |

Dinamo Zagreb venceu por 3–0 no placar agregado.
| 14 de agosto de 2018 | AEK Atenas                   | 2 – 1     | Celtic       | Estádio Olímpico, Atenas                          |
| 20:00                | Rodrigo Galo 6' · Livaja 50' | Relatório | Sinclair 78' | Público: 32 300 Árbitro: RUS Vladislav Bezborodov |

AEK Atenas venceu por 3–2 no placar agregado.
| 14 de agosto de 2018 | Shkëndija | 0 – 1     | Red Bull Salzburg | Estádio Felipe II da Macedônia, Escópia  |
| 20:15                |           | Relatório | Minamino 90+2'    | Público: 3 213 Árbitro: HUN Tamás Bognar |

Red Bull Salzburg venceu por 4–0 no placar agregado.
| 14 de agosto de 2018 | Ajax                                          | 3 – 0     | Standard de Liège | Amsterdam Arena, Amesterdã                 |
| 20:30                | Huntelaar 30' · de Ligt 34' · David Neres 46' | Relatório |                   | Público: 51 841 Árbitro: SVK Ivan Kružliak |

Ajax venceu por 5–2 no placar agregado.
| 14 de agosto de 2018 | Spartak Trnava | 1 – 2 (pro) | Estrela Vermelha      | Štadión Antona Malatinského, Trnava           |
| 20:30                | Bakoš 6'       | Relatório   | Ben 7' · Radonjić 98' | Público: 18 032 Árbitro: NED Serdar Gözübüyük |

Estrela Vermelha venceu por 3–2 no placar agregado.

## Rodada de play-off
O sorteio para a rodada de play-off foi realizado em 6 de agosto de 2018.
As partidas de ida foram disputadas nos dias 21 e 22 de agosto e as partidas de volta em 28 e 29 de agosto de 2018.
Todas as partidas seguem o fuso horário UTC+2.
| Equipe 1             | Total                | Equipe 2             | 1.º jogo             | 2.º jogo             |                      |
| Caminho dos Campeões | Caminho dos Campeões | Caminho dos Campeões | Caminho dos Campeões | Caminho dos Campeões | Caminho dos Campeões |
| -------------------- | -------------------- | -------------------- | -------------------- | -------------------- | -------------------- |
| Estrela Vermelha     | 2–2 (gf)             | Red Bull Salzburg    | 0–0                  | 2–2                  |                      |
| BATE Borisov         | 2–6                  | PSV Eindhoven        | 2–3                  | 0–3                  |                      |
| Young Boys           | 3–2                  | Dínamo Zagreb        | 1–1                  | 2–1                  |                      |
| MOL Vidi             | 2–3                  | AEK Atenas           | 1–2                  | 1–1                  |                      |
| Caminho da Liga      |                      |                      |                      |                      |                      |
| Benfica              | 5–2                  | PAOK                 | 1–1                  | 4–1                  |                      |
| Ajax                 | 3–1                  | Dínamo de Kiev       | 3–1                  | 0–0                  |                      |

### Partidas de ida
| 21 de agosto de 2018 | Benfica           | 1 – 1     | PAOK      | Estádio da Luz, Lisboa                     |
| 21:00                | Pizzi 45+1' (pen) | Relatório | Warda 76' | Público: 44 084 Árbitro: SRB Milorad Mažić |

| 21 de agosto de 2018 | BATE Borisov           | 2 – 3     | PSV Eindhoven                              | Borisov Arena, Borisov                   |
| 21:00                | Tuominen 9' · Hleb 88' | Relatório | Pereiro 35' (pen) · Lozano 61' · Malen 89' | Público: 9 284 Árbitro: GER Felix Zwayer |

| 21 de agosto de 2018 | Estrela Vermelha | 0 – 0     | Red Bull Salzburg | Estádio Estrela Vermelha, Belgrado |
| 21:00                |                  | Relatório |                   | Árbitro: ITA Daniele Orsato        |

| 22 de agosto de 2018 | Ajax                                    | 3 – 1     | Dínamo de Kiev | Amsterdam Arena, Amsterdã                   |
| 21:00                | van de Beek 2' · Ziyech 35' · Tadić 43' | Relatório | Kędziora 16'   | Público: 52 706 Árbitro: FRA Clément Turpin |

| 22 de agosto de 2018 | MOL Vidi    | 1 – 2     | AEK Atenas                     | Groupama Arena, Budapeste                    |
| 21:00                | Lazović 67' | Relatório | Klonaridis 34' · Bakasetas 49' | Público: 10 681 Árbitro: ITA Gianluca Rocchi |

| 22 de agosto de 2018 | Young Boys | 1 – 1     | Dínamo Zagreb | Stade de Suisse, Berna                                |
| 21:00                | Mbabu 2'   | Relatório | Oršić 40'     | Público: 21 463 Árbitro: ESP Alberto Undiano Mallenco |

### Partidas de volta
| 28 de agosto de 2018 | Dínamo de Kiev | 0 – 0     | Ajax | Estádio Olímpico, Kiev                     |
| 21:00                |                | Relatório |      | Público: 40 131 Árbitro: SVN Damir Skomina |

Ajax venceu por 3–1 no placar agregado.
| 28 de agosto de 2018 | AEK Atenas         | 1 – 1     | MOL Vidi | Estádio Olímpico, Atenas                      |
| 21:00                | Mantalos 48' (pen) | Relatório | Nego 57' | Público: 29 774 Árbitro: POL Szymon Marciniak |

AEK Atenas venceu por 3–1 no placar agregado.
| 28 de agosto de 2018 | Dínamo Zagreb | 1 – 2     | Young Boys            | Estádio Maksimir, Zagreb                   |
| 21:00                | Hajrović 7'   | Relatório | Hoarau 64' (pen), 66' | Público: 28 137 Árbitro: NED Björn Kuipers |

Young Boys venceu por 3–2 no placar agregado.
| 29 de agosto de 2018 | PAOK         | 1 – 4     | Benfica                                              | Estádio Toumba, Salonica                 |
| 21:00                | Prijović 13' | Relatório | Jardel 20' · Salvio 26' (pen), 50' (pen) · Pizzi 39' | Público: 26 725 Árbitro: GER Felix Brych |

Benfica venceu por 5–2 no placar agregado.
| 29 de agosto de 2018 | PSV Eindhoven                           | 3 – 0     | BATE Borisov | Philips Stadion, Eindhoven                  |
| 21:00                | Bergwijn 14' · de Jong 36' · Lozano 62' | Relatório |              | Público: 34 200 Árbitro: ENG Anthony Taylor |

PSV Eindhoven venceu por 6–2 no placar agregado.
| 29 de agosto de 2018 | Red Bull Salzburg     | 2 – 2     | Estrela Vermelha | Red Bull Arena, Salzburgo                 |
| 21:00                | Dabour 45', 48' (pen) | Relatório | Ben 65', 66'     | Público: 26 500 Árbitro: TUR Cüneyt Çakır |

2–2 no placar agregado. Estrela Vermelha venceu pela regra do gol fora de casa.

## Estatísticas

### Artilheiros
Foram marcados 108 gols em 42 jogos na fase de qualificação e rodada play-off, para uma média de 2,57 gols por jogo.
Nota: Jogadores em negrito são os que ainda estão ativos na competição.
| Classificação | Jogador             | Clube              | Gol(s) |
| ------------- | ------------------- | ------------------ | ------ |
| 1             | Besart Ibraimi      | Shkëndija          | 5      |
| 2             | Jakub Świerczok     | Ludogorets Razgrad | 4      |
| 3             | Rigino Cicilia      | Sūduva Marijampolė | 3      |
| 3             | Carlos Strandberg   | Malmö FF           | 3      |
| 5             | Arijan Ademi        | Dinamo Zagreb      | 2      |
| 5             | Ziguy Badibanga     | Sheriff Tiraspol   | 2      |
| 5             | Nicklas Bendtner    | Rosenborg          | 2      |
| 5             | Moussa Dembélé      | Celtic             | 2      |
| 5             | Hen Ezra            | Hapoel Be'er Sheva | 2      |
| 5             | James Forrest       | Celtic             | 2      |
| 5             | László Kleinheisler | FC Astana          | 2      |
| 5             | Liridon Leci        | Drita              | 2      |
| 5             | Marcelinho          | Ludogorets Razgrad | 2      |
| 5             | Hanan Maman         | Hapoel Be'er Sheva | 2      |
| 5             | Nemanja Radonjić    | Red Star Belgrade  | 2      |
| 5             | Jô Santos           | Sheriff Tiraspol   | 2      |
| 5             | Xhevdet Shabani     | Drita              | 2      |
| 5             | Gunnar Vatnhamar    | Víkingur Gøta      | 2      |
| 19            | 62 jogadores        | 62 jogadores       | 1      |

Fonte: dados atualizados em 24 de julho de 2018.